# 2020年T179次列车脱轨事故
2020年3月30日11时40分，T179次列车（济南–广州）行駛至中華人民共和國湖南省郴州市永兴县高亭司镇境内时发生侧翻，导致列车脱轨、空调发电车起火。脱轨原因系列車与降水引發的京广线马田墟站至栖凤渡站下行区间的塌方体相撞。事发地点是地质灾害重点防治区。
事故共造成1人死亡、4人重伤、123人轻伤。受伤的乘客被救出后送医，其余乘客被安排转乘高铁。

## 救援与调查
事故发生后永兴县派出130余名消防员和50余名工作人员救援，近百名医务人员也赶往现场，同时数百名附近村民自发参与救援。该区间多年前也发生过塌陷。
经初步排查，脱轨原因为降雨导致山体塌方，列车紧急制动后撞上塌方体。事发地点所在的高亭司镇是马田地质灾害重点防治区，多为丘岗、低山地貌，地形高差较大、采矿历史悠久，是地质灾害易发、高发区，重点防范灾种有崩塌、滑坡、泥石流、地面塌陷，防止区域包括京广铁路永兴段等，重点防范山体滑坡、崩塌、地面塌陷。3月26日，水利部水旱灾害防御司司长发出大洪水警告，同日湖南省应急管理厅和郴州市水利部发布警示和通知要求注意防范局地较强降雨有可能诱发的山洪和崩塌、滑坡等灾害。3月29日8时至次日8时，郴州北部发生暴雨，最大降雨量超过50毫米。
列车各部分事故情况如下：
- 区间本务机车广铁广段HXD1D0566脱轨断电，未倾覆。
- 第1节（编号19车）為KD25K-998772空调发电车，脱轨后因载有柴油用于发电而起火。
- 第2节至第5节（编号18-15车）为YZ25K硬座车，发生脱线並倾覆。[10]
- 第6节（编号14车）为CA25K餐车，断为两节并倾覆而严重变形，一名于姓铁路乘警在事故中遇难。因COVID-19疫情，本列车事发时不提供堂食用餐，餐车無其他乘客，故無更大伤亡。
- 其后车厢均为卧铺车（编号13-2车）和行李车（编号1车），分别有部分脱线但无倾覆。

事发前半小时，Z201次列车（北京西–三亚）曾行经此路段。事发前11分钟，有村民发现山体塌方并拨打电话报警，警方接到电话上报，马田墟站于事发前1分钟收到广州调度所电话后呼叫T179次列车，但得到回应时被告知事故已经发生；列车接近时，报警的村民曾试图在天桥上挥动衣服並呼喊以阻止列车前进，但列车未能及时停止；事发前，司机采取了紧急制动措施，但未能及时停下。
事发后，邻近的衡阳站开出58128次救援列车，另一端的韶关东站和棠溪站亦派出救援列车；400km以外的广州方面派出了由机车推挽运行的救援列车。
事发后，國務院安全生產委員會发布通報，指出事故初步判斷為山泥傾瀉引起列車翻側，並提出4點要求，包括立即組織鐵路沿線地質災排查治理、深入開展鐵路運輸安全專項整治、深化重點行業領域安全隱患排查治理、認真做好防災減災和應急處置。
4月30日，京广线T179次列车脱轨事故调查组公布事故调查结论，稱该起事故是恶劣气象和特殊地质条件下路堑边坡突发滑塌所致，为自然灾害造成的铁路交通较大事故；T179次旅客列车运行接近滑塌地段时，受天气影响和地理条件限制，司机瞭望距离不足导致停车不及，列车与线路上的滑塌体相撞。

## 影响
此次事故造成31趟列车晚点，多趟列车临时停运。为减少对行车的影响，至少4台车厢在事故现场就地拆解。

## 反思
多位专家表示，高铁可以通过全息感知、状态评估、安全防护等信息化技术，及时预警和有效处置一些安全事故风险。近年来，新修的高铁开始配备“空天车地信息一体化运营安全保障系统”，并逐步实现无人智能驾驶。而普速铁路驾驶目前还主要依赖司机目测，沿线维护、巡检也主要靠人工进行，不能确保实时获取灾害信息，预防突发险情。然而就在T179事故发生3个月后的6月7日，一辆从广州南开往重庆西的D1862次列车就在高铁行驶过程中因山体崩塌而发生脱轨事故，而2年後的貴廣客運專線D2809次列車出軌事故也同樣因泥石流發生出軌事故，導致1人遇難，證實“空天車地信息一體化運營安全保障系統”並無法保證高鐵能安全避開災害事故。
专家同时主张，应加强对机车乘务员应急信息预判和处置能力的培训。优化列车编组管理，如将行李车挂在机车头后，将发电车放车尾，发挥行李车“缓冲器”作用，降低事故发生时发电车起火等风险。 本次事故中，发电车放在列车前部的车头后面，车头撞上塌方体后直接引发发电车大火。
也有网友留言主张设立铁路110（也可在中国铁路客服12306中设立这一板块），让群众能够直接将铁路安全隐患反馈给铁路部门。现时群众难以直接将信息反馈给铁路部门，群众往往需先反馈给地方，再由地方层层转达给铁路（时效性太差）。本次事故中，曾有附近村民李丙红于事发前约11分钟的11:29拨打110报警电话反馈，但在11：40分时便发生了事故，这时的地方警局仍未能来得及将情况转达给铁路。有鉴于此，本次事故发生后，全国铁路开始着手在沿线桥涵、隧道等点位设立铁路灾害应急电话标牌，内容包括上下行相邻车站名称及联系电话、所在集团公司调度应急电话和相应位置的铁路里程数，相比过往提供了一条反应更为迅速的联络捷径。